# Liste der Biografien/Hara
Liste der Biografien |
Portal Biografien |
Personensuche
# |
A |
B |
C |
D |
E |
F |
G |
H |
I |
J |
K |
L |
M |
N |
O |
P |
Q |
R |
S |
T |
U |
V |
W |
X |
Y |
Z |
?
 
Ha |
Hd |
He |
Hi |
Hj |
Hk |
Hl |
Hm |
Hn |
Ho |
Hr |
Hs |
Ht |
Hu |
Hv |
Hw |
Hy
 
Haa |
Hab |
Hac |
Had |
Hae–Haf |
Hag |
Hah |
Hai |
Haj |
Hak |
Hal |
Ham |
Han |
Hao |
Hap |
Haq |
Har |
Has |
Hat |
Hau |
Hav |
Haw |
Hax |
Hay |
Haz
 
Hara |
Harb |
Harc |
Hard |
Hare |
Harf |
Harg |
Harh |
Hari |
Harj |
Hark |
Harl |
Harm |
Harn |
Haro |
Harp |
Harr |
Hars |
Hart |
Haru |
Harv |
Harw |
Harx |
Hary |
Harz
Die Liste der Biografien führt alle Personen auf, die in der deutschsprachigen Wikipedia einen Artikel haben. Dieses ist eine Teilliste mit 189 Einträgen von Personen, deren Namen mit den Buchstaben „Hara“ beginnt.

## Hara
- Hara Toratane (1497–1564), Samurai der Sengoku-Zeit in Japan
- Hara, Ayumi (* 1979), japanische Fußballspielerin
- Hara, Chūichi (1889–1964), japanischer Admiral
- Hara, Daichi (* 1997), japanischer Freestyle-Skisportler
- Hara, Daigo (* 1974), japanischer Freestyle-Skier
- Hara, Dairiki (* 1959), japanischer Jazzmusiker
- Hara, Hiromi (* 1958), japanischer Fußballspieler und -trainer
- Hara, Hiromu (1903–1986), japanischer Grafiker und Grafikdesigner, spezialisiert auf Gebrauchsgrafik
- Hara, Hiroshi (1911–1986), japanischer Botaniker
- Hara, Kazuki (* 1985), japanischer Fußballspieler
- Hara, Kazuko (1935–2014), japanische Opernkomponistin
- Hara, Keisuke (* 1968), japanischer Mathematiker
- Hara, Ken’ya (* 1958), japanischer Graphiker, Gestalter und Kurator
- Hara, Kiyoshi (* 1936), japanischer Töpfer und Keramikkünstler
- Hara, Kosuke (* 2005), japanischer Fußballspieler
- Hara, Masafumi (* 1943), japanischer Fußballspieler
- Hara, Masatane (1531–1575), Feldherr und Gefolgsmann des Takeda-Klans während der späten Sengoku-Zeit
- Hara, Natsuko (* 1989), japanische Fußballspielerin
- Hara, Natsumi (* 1988), japanische Fußballspielerin
- Hara, Nobuki (* 1979), japanischer Fußballspieler
- Hara, Nobuo (1926–2021), japanischer Tenorsaxophonist
- Hara, Ryūta (* 1981), japanischer Fußballspieler
- Hara, Saori (* 1988), japanische Schauspielerin und ehemals AV-Idol und Pornodarstellerin
- Hara, Setsuko (1920–2015), japanische FilmschauspielerinSetsuko Hara (1920–2015)

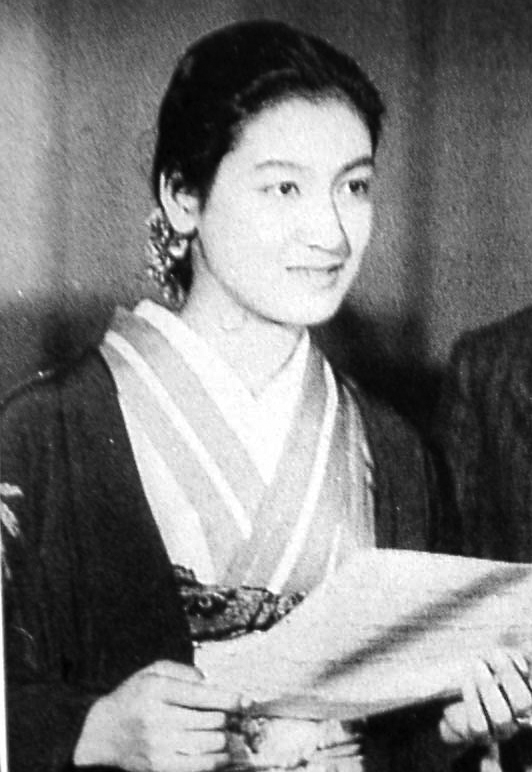
Setsuko Hara (1920–2015)

- Hara, Shimetarō (1882–1991), japanischer Arzt
- Hara, Shoko (* 1988), deutsch-japanische Animationsregisseurin
- Hara, Shōta (* 1992), japanischer Sprinter
- Hara, Taichi (* 1999), japanischer Fußballspieler
- Hara, Taira (1943–2006), japanischer Manga-Zeichner
- Hara, Takashi (1856–1921), japanischer Politiker und der 19. Premierminister Japans (1918–1921)
- Hara, Takuya (* 1983), japanischer Fußballspieler
- Hara, Tamiki (1905–1951), japanischer Schriftsteller
- Hara, Teruki (* 1998), japanischer Fußballspieler
- Hara, Tetsuo (* 1961), japanischer Manga-Zeichner
- Hara, Yasusaburō (1884–1982), japanischer Geschäftsmann
- Hara, Yumiko (* 1982), japanische Langstreckenläuferin
- Hara, Yūtarō (* 1990), japanischer Fußballspieler
- Hara, Yūto (* 1986), japanischer Eishockeyspieler
- Hara, Zaimei (1778–1844), japanischer Maler der Bakumatsu-Zeit

### Harab
- Harabin, Štefan (* 1957), slowakischer Politiker und Jurist

### Harac
- Haračić, Ambroz (1855–1916), Botaniker auf Lošinj (heute zu Kroatien)
- Haracic, DiDi (* 1992), US-amerikanische Fußballtorhüterin
- Haracz, Bożena (* 1962), polnische Badmintonspielerin

### Harad
- Harada Shūdai (* 2001), japanischer Boxer
- Harada, Fukusaburō, japanischer Fußballspieler
- Harada, Gaku (* 1998), japanischer Fußballspieler
- Harada, Jun (* 1966), japanischer Autorennfahrer
- Harada, Kai (* 1999), japanischer Sportkletterer
- Harada, Keiko (* 1968), japanische Komponistin
- Harada, Keisuke (* 1988), japanischer Fußballspieler
- Harada, Kōichirō (* 1941), japanischer Mathematiker
- Harada, Kōki (* 2000), japanischer Fußballspieler
- Harada, Kōsuke (* 1977), japanischer Fußballspieler
- Harada, Madoka (* 1985), japanische Rennrodlerin
- Harada, Magoshichirō, japanischer Händler
- Harada, Masahiko (* 1968), japanischer Skispringer
- Harada, Masanaga, japanischer Jazzmusiker
- Harada, Masao (1912–2000), japanischer Leichtathlet
- Harada, Mieko (* 1958), japanische Schauspielerin
- Harada, Mitsusuke (1928–2021), Karate-Lehrer
- Harada, Moto (* 1957), japanischer Konzertpianist und Komponist
- Harada, Naojirō (1863–1899), japanischer Maler
- Harada, Saho (* 1982), japanische Synchronschwimmerin
- Harada, Sanosuke (1840–1868), Kapitän einer japanischen Schutztruppe
- Harada, Shintarō (* 1980), japanischer Fußballspieler
- Harada, Shōdō (* 1940), japanischer Zen-Meister
- Harada, Takashi, japanischer Ondist und Komponist
- Harada, Takeo (* 1971), japanischer Fußballspieler
- Harada, Taku (* 1982), japanischer Fußballspieler
- Harada, Tetsuya (* 1970), japanischer Motorradrennfahrer
- Harada, Wataru (* 1996), japanischer Fußballspieler
- Harada, Yasuko (1928–2009), japanische Schriftstellerin
- Harada, Yoriyuki (* 1948), japanischer Jazzmusiker
- Harada, Yoshinobu (* 1986), japanischer Fußballspieler
- Harada, Yoshio (1940–2011), japanischer Schauspieler
- Harada, Yoshito (1918–1960), japanischer Germanist
- Harada, Yūmu (* 1990), japanischer Skispringer
- Haradinaj, Nasim (* 1963), kosovarischer Politiker und Veteran der UCK
- Haradinaj, Ramush (* 1968), kosovarischer Politiker und Premierminister des KosovoRamush Haradinaj (* 1968)

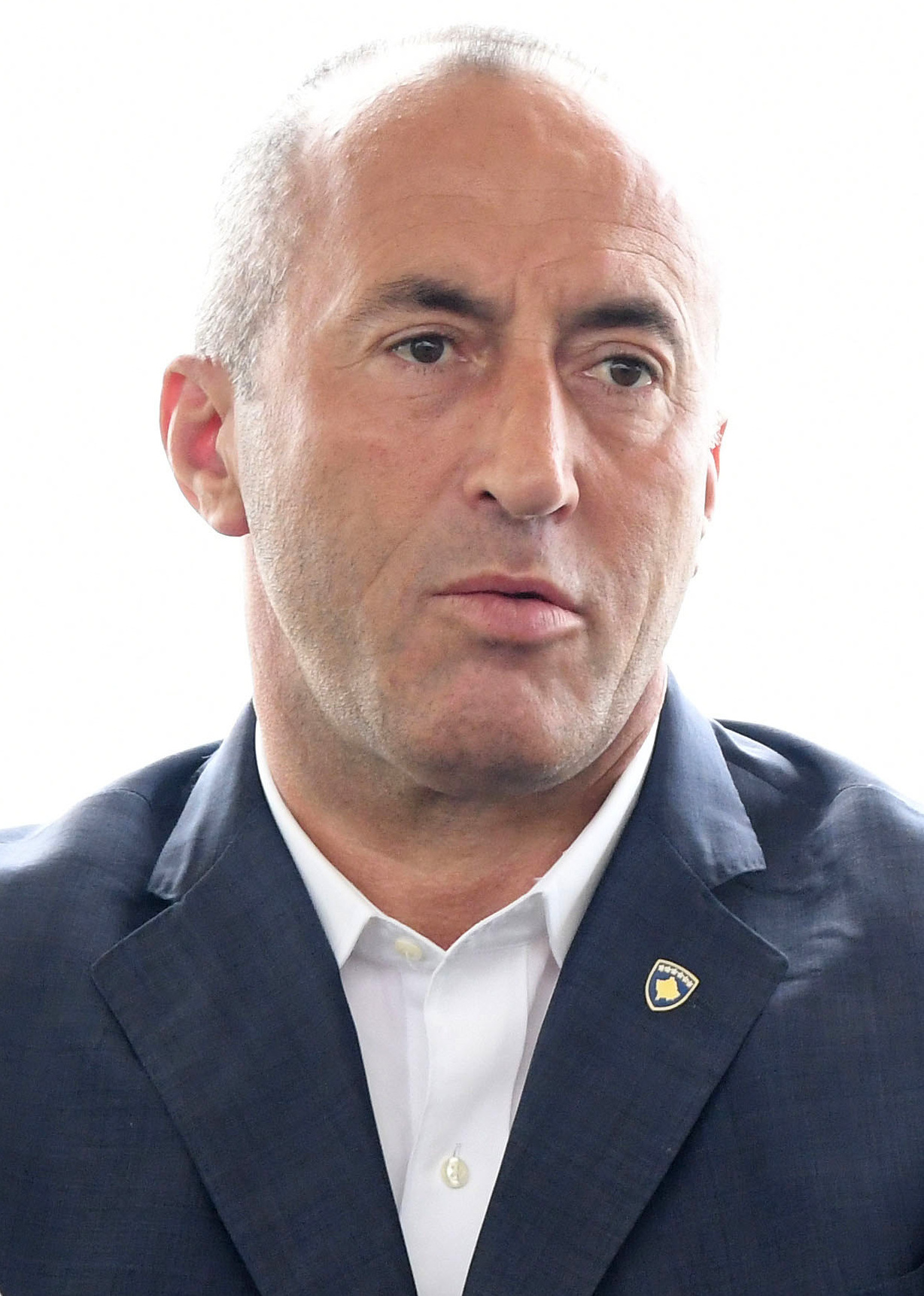
Ramush Haradinaj (* 1968)

- Haradinaj-Stublla, Meliza (* 1984), kosovarische Politikerin (AAK), Außenministerin

### Harag
- Harag, Anita (* 1988), ungarische Schriftstellerin
- Haragová, Vendula (* 1981), tschechische Volleyball- und Beachvolleyballspielerin
- Haraguchi, Genki (* 1991), japanischer Fußballspieler
- Haraguchi, Kazuhiro (* 1959), japanischer Politiker
- Haraguchi, Noriyuki (1946–2020), japanischer Plastiker und Objektkünstler
- Haraguchi, Takuto (* 1992), japanischer Fußballspieler
- Haraguchi, Tsuruko (1886–1915), japanische Psychologin
- Haraguchi, Yūjirō (* 1992), japanischer Fußballspieler

### Harah
- Harahan, James Theodore (1841–1912), US-amerikanischer Eisenbahnmanager
- Harahan, William Johnson (1867–1937), US-amerikanischer Eisenbahnmanager

### Harai
- Hárai, Balázs (* 1987), ungarischer Wasserballspieler

### Harak
- Harakaté, Ramiz (* 2002), französischer Fußballspieler
- Harakawa, Riki (* 1993), japanischer Fußballspieler
- Harakka, Timo (* 1962), finnischer Politiker (Sozialdemokratische Partei)

### Haral
- Harala, Lotta (* 1992), finnische Hürdenläuferin
- Haralabidis, Stephania (* 1995), US-amerikanische Wasserballspielerin
- Haralambie, Daniela (* 1997), rumänische Skispringerin
- Haralamow, Ingrid (* 1966), Schweizer Kanutin
- Harald, Bischof von Argyll
- Harald († 1248), König von Man und der Inseln
- Harald Blauzahn († 987), Wikingerkönig von Dänemark und NorwegenHarald Blauzahn († 987)

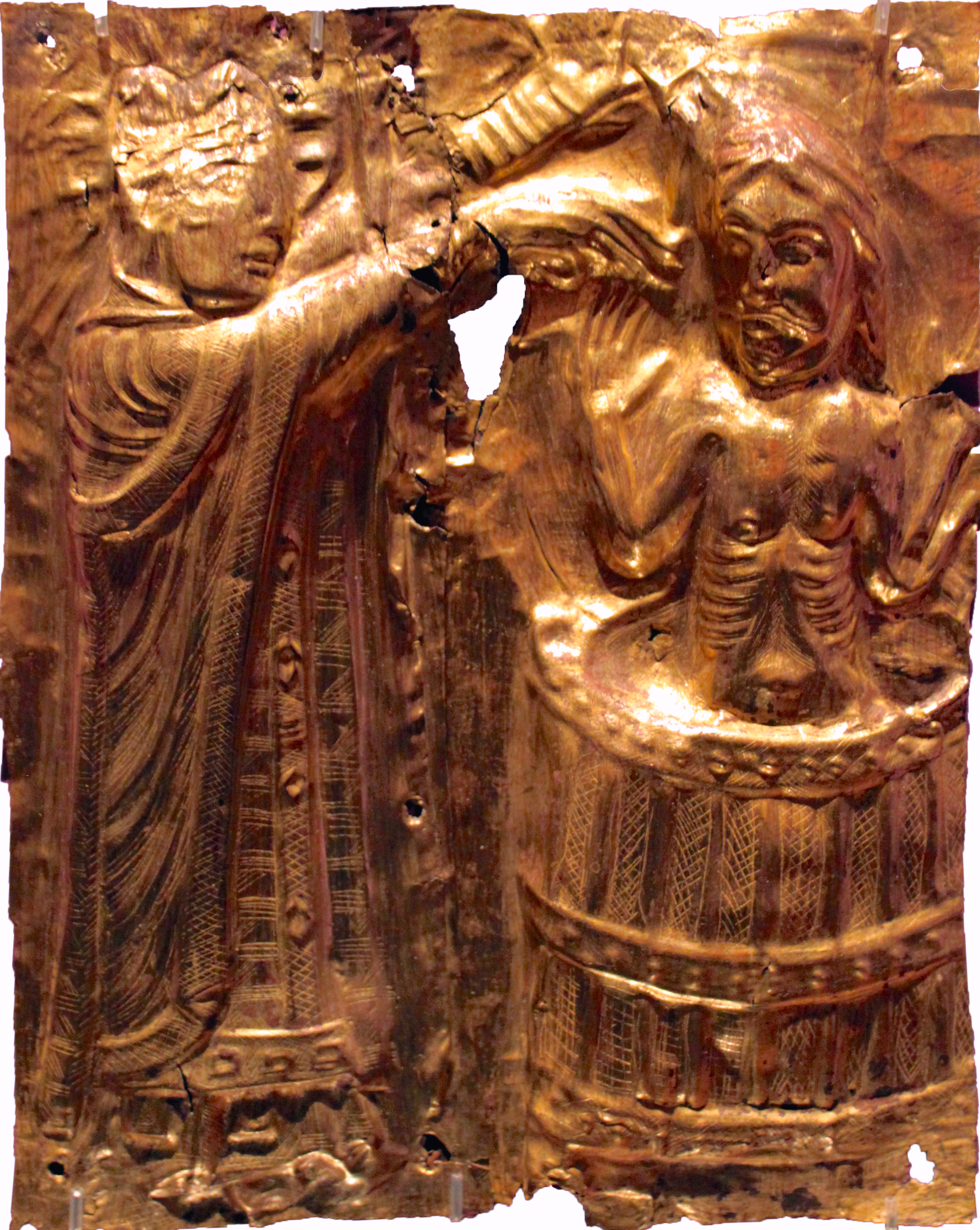
Harald Blauzahn († 987)

- Harald Godredson, König von Man und der Inseln
- Harald Hen (1041–1080), König von Dänemark
- Harald I. († 933), erster König des gesamten Norwegens
- Harald I. († 1040), englischer König
- Harald II., König von Norwegen
- Harald II. († 1018), König von Dänemark
- Harald II. (1022–1066), letzter angelsächsischer König Englands
- Harald III. (1015–1066), König von Norwegen (1047–1066)
- Harald IV. († 1136), norwegischer König
- Harald Klak, Dänenkönig
- Harald Maddadsson († 1206), schottischer Adliger
- Harald Ungi († 1198), schottischer Adliger
- Harald V. (* 1937), norwegischer KönigHarald V. (* 1937)

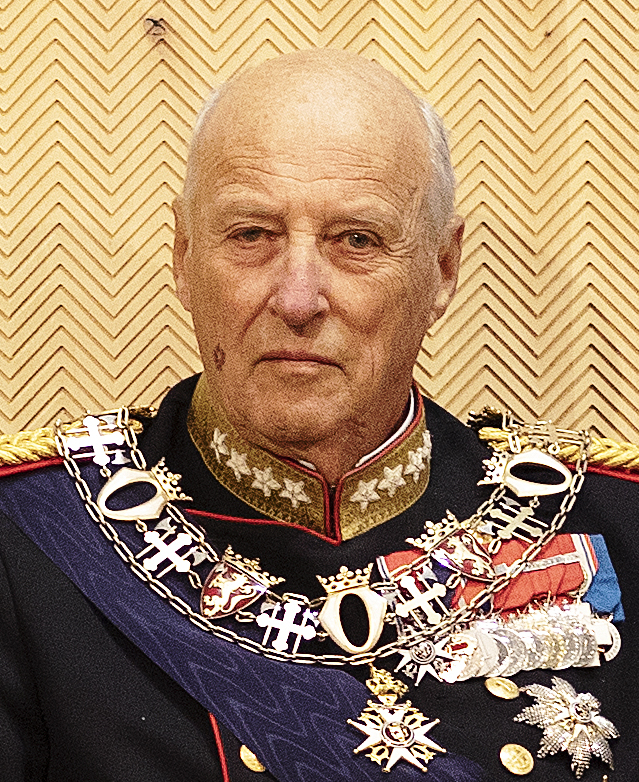
Harald V. (* 1937)

- Harald von Dänemark (1876–1949), dänischer Prinz
- Haraldsen, Harry (1911–1966), norwegischer Eisschnellläufer
- Haraldseth, Leif (1929–2019), norwegischer Politiker und Gewerkschafter
- Haraldsson, Clas (1922–1984), schwedischer Skilangläufer und Nordischer Kombinierer
- Haraldsson, Ingemar (1928–2004), schwedischer Fußballspieler
- Haraldur Benediktsson (* 1966), isländischer Politiker (Unabhängigkeitspartei)
- Haraldur Einarsson (* 1987), isländischer Leichtathlet und Politiker (Fortschrittspartei) und
- Haraldur Kálvsson, Løgmaður der Färöer
- Haraldur Sigurðsson (* 1939), isländischer Vulkanologe und Geochemiker
- Haraldur Þorvarðarson (* 1977), isländischer Handballspieler
- Haralson, Hugh A. (1805–1854), US-amerikanischer Politiker
- Haralson, Jeremiah (* 1846), US-amerikanischer Politiker
- Haralson, Parys (1984–2021), US-amerikanischer American-Football-Spieler

### Haram
- Harambašić, August (1861–1911), kroatischer Dichter, Schriftsteller, Publizist, Übersetzer und Politiker
- Harambašić, Ivan (* 2000), kroatisch-schweizerischer Fußballspieler
- Haramija, Dragutin (1923–2012), jugoslawischer Politiker

### Haran
- Haran, Brady (* 1976), australischer unabhängiger Filmemacher und Videojournalist
- Haran, Elizabeth (* 1954), australische SchriftstellerinElizabeth Haran (* 1954)

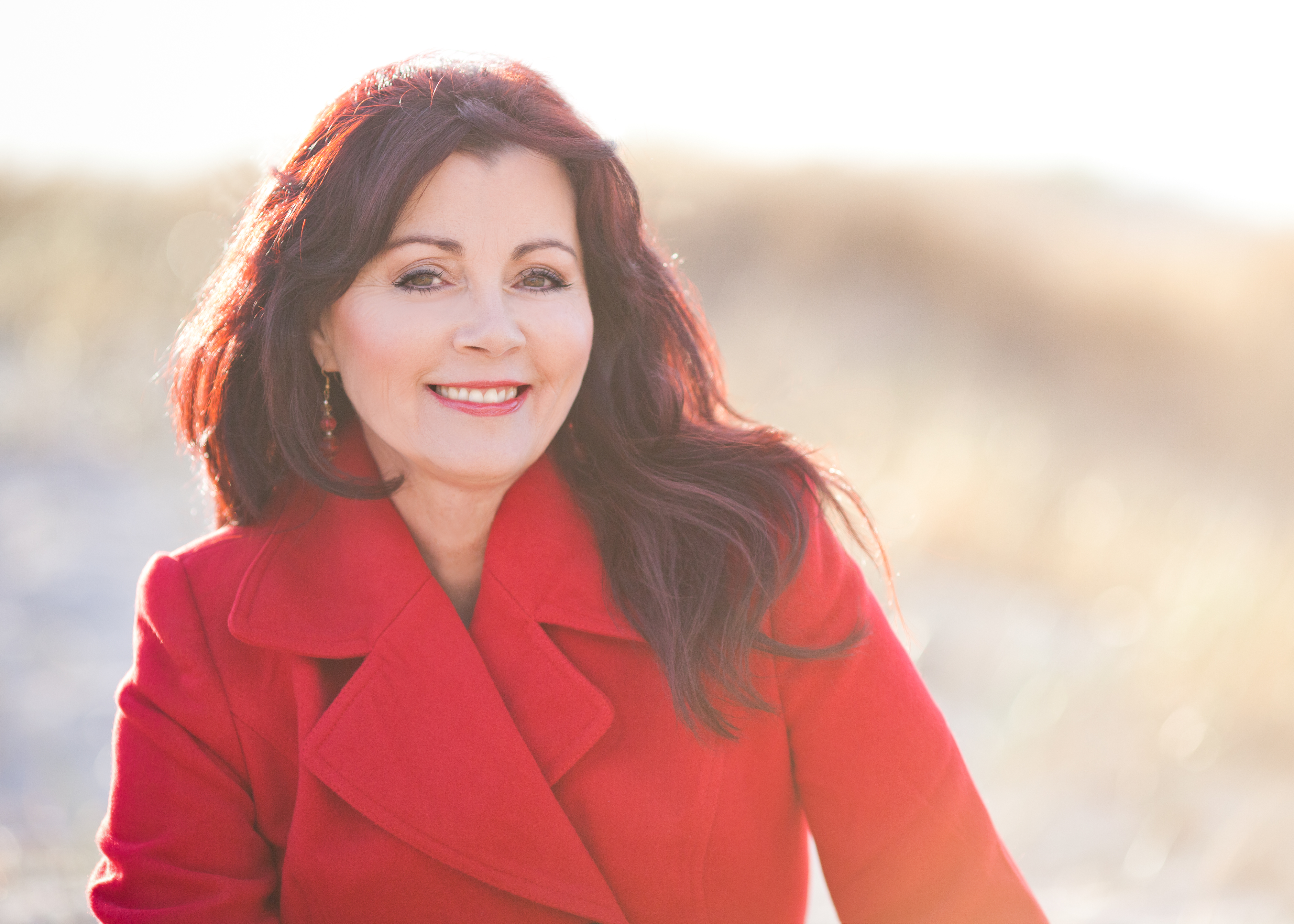
Elizabeth Haran (* 1954)

- Haran, Jacky (* 1943), französischer Autorennfahrer
- Haran, Mary Cleere (1952–2011), US-amerikanische Sängerin
- Haran, Scott (* 1992), britischer Schauspieler
- Harand, Christoph (* 1981), österreichischer Eishockeyspieler
- Harand, Irene (1900–1975), österreichische Politikerin, Publizistin, Schriftstellerin und Widerstandskämpferin
- Harand, Kurt (* 1957), österreichischer Eishockeyspieler
- Harand, Patrick (* 1984), österreichischer Eishockeyspieler
- Harandi, Khosro (1950–2019), iranischer Schachspieler
- Harangi, Imre (1913–1979), ungarischer Boxtrainer
- Harangozó, Gyula (* 1956), ungarischer Balletttänzer und Ballettdirektor
- Harangozó, Gyula senior (1908–1974), ungarischer Balletttänzer und Ballettdirektor
- Harangozó, Szilveszter (1929–2011), ungarischer Generalleutnant, stellvertretender Innenminister
- Harangozó, Teri (1943–2015), ungarische Sängerin
- Harangozo, Tibor (1922–1978), jugoslawischer Tischtennisspieler und -trainer
- Harangozo, Vilim (1925–1975), jugoslawischer Tischtennisspieler und Bundestrainer des Deutschen Tischtennis-Bundes
- Harant von Polschitz und Weseritz, Christoph (1564–1621), tschechischer Adeliger, Diplomat Komponist, Schriftsteller, Reisender, Humanist
- Harant, Jens (* 1973), deutscher Kameramann
- Harant, Louis (1895–1986), US-amerikanischer Sportschütze
- Harant, Philipp (* 1999), deutscher Fußballspieler
- Harant, Renate (* 1948), deutsche Politikerin (SPD), MdA

### Harap
- Harape, Parkin (* 2001), thailändisch-US-amerikanischer Fußballspieler
- Harapes, Vlastimil (1946–2024), tschechischer Schauspieler, Balletttänzer, Regisseur und Choreograph
- Ḫarapšili, hethitische Großkönigin

### Harar
- Harareet, Haya (1931–2021), israelische Film- und Theaterschauspielerin sowie DrehbuchautorinHaya Harareet (1931–2021)

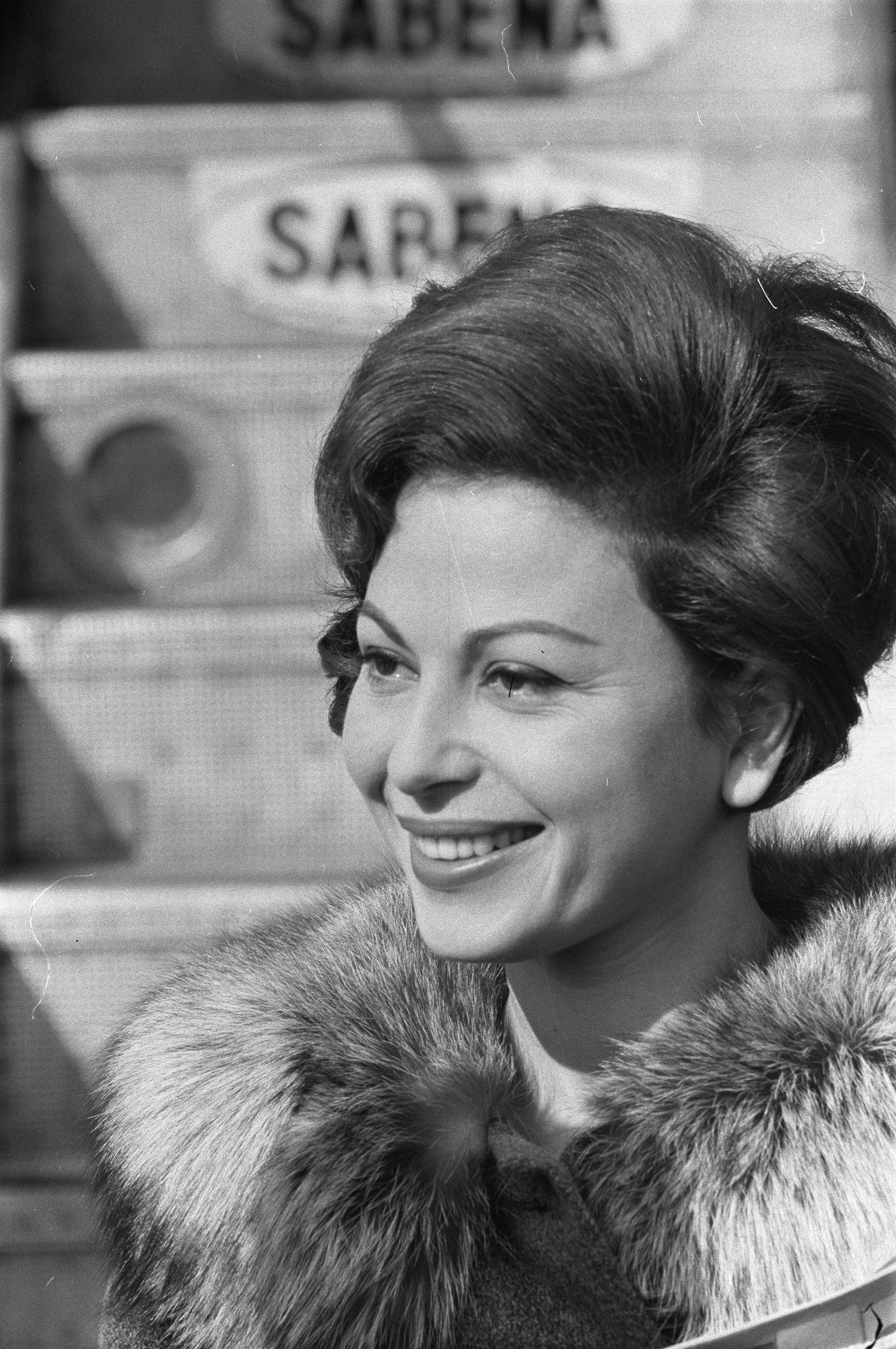
Haya Harareet (1931–2021)

- Harari, Arthur (* 1981), französischer Regisseur, Drehbuchautor und Schauspieler
- Harari, Haim (* 1940), israelischer Elementarteilchenphysiker
- Harari, Michael (1927–2014), israelischer Geheimdienstler, Angehöriger des israelischen Geheimdienstes Mossad
- Harari, Yuval Noah (* 1976), israelischer HistorikerYuval Noah Harari (* 1976)

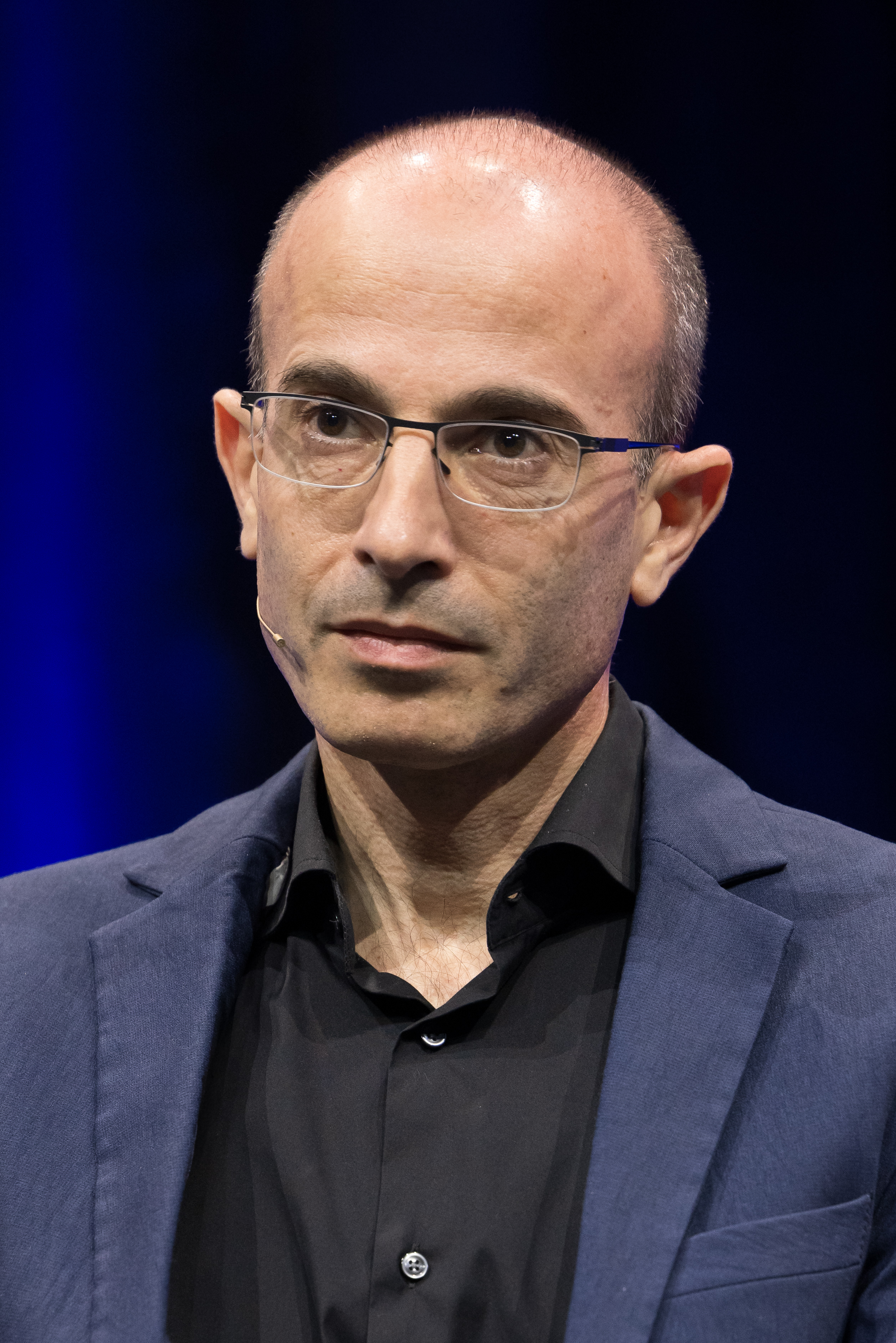
Yuval Noah Harari (* 1976)

- Harary, Frank (1921–2005), US-amerikanischer Mathematiker

### Haras
- Harasaki, Masato (* 1974), japanischer Fußballspieler
- Harasani, Andis (1971–2025), albanischer Politiker und Ingenieur
- Harasawa, Hisayoshi (* 1992), japanischer Judoka
- Harasiewicz, Adam (* 1932), polnischer Pianist
- Harasimowicz, Cezary (* 1955), polnischer Drehbuchautor und Schauspieler
- Harasimowicz, Jan (* 1950), polnischer Kunsthistoriker, Philosoph und Theologe
- Haraslín, Lukáš (* 1996), slowakischer Fußballspieler
- Harassewytsch, Mychajlo (1763–1836), ukrainischer Theologe, Historiker und Publizist
- Harasymiw, Lawrentija (1911–1952), seliggesprochene Nonne der ukrainischen griechisch-katholischen Kirche
- Haraszthy, Ágoston (1812–1869), ungarisch-amerikanischer Winzer
- Haraszti, Gyula (1858–1921), ungarischer Hungarologe, Romanist und Französist
- Haraszti, Miklós (* 1945), ungarischer Schriftsteller, Dissident, Journalist und Politiker, Mitglied des Parlaments
- Haraszti, Sándor (1897–1982), ungarischer kommunistischer Politiker und Journalist
- Haraszti-Taylor, Eva (1923–2005), ungarisch-britische Historikerin

### Harat
- Harather, Paul (* 1965), österreichischer Filmregisseur, Produzent und Drehbuchautor
- Harather, René (* 1969), österreichischer Autor
- Haratischwili, Nino (* 1983), georgisch-deutsche Theaterregisseurin, Dramatikerin und RomanautorinNino Haratischwili (* 1983)

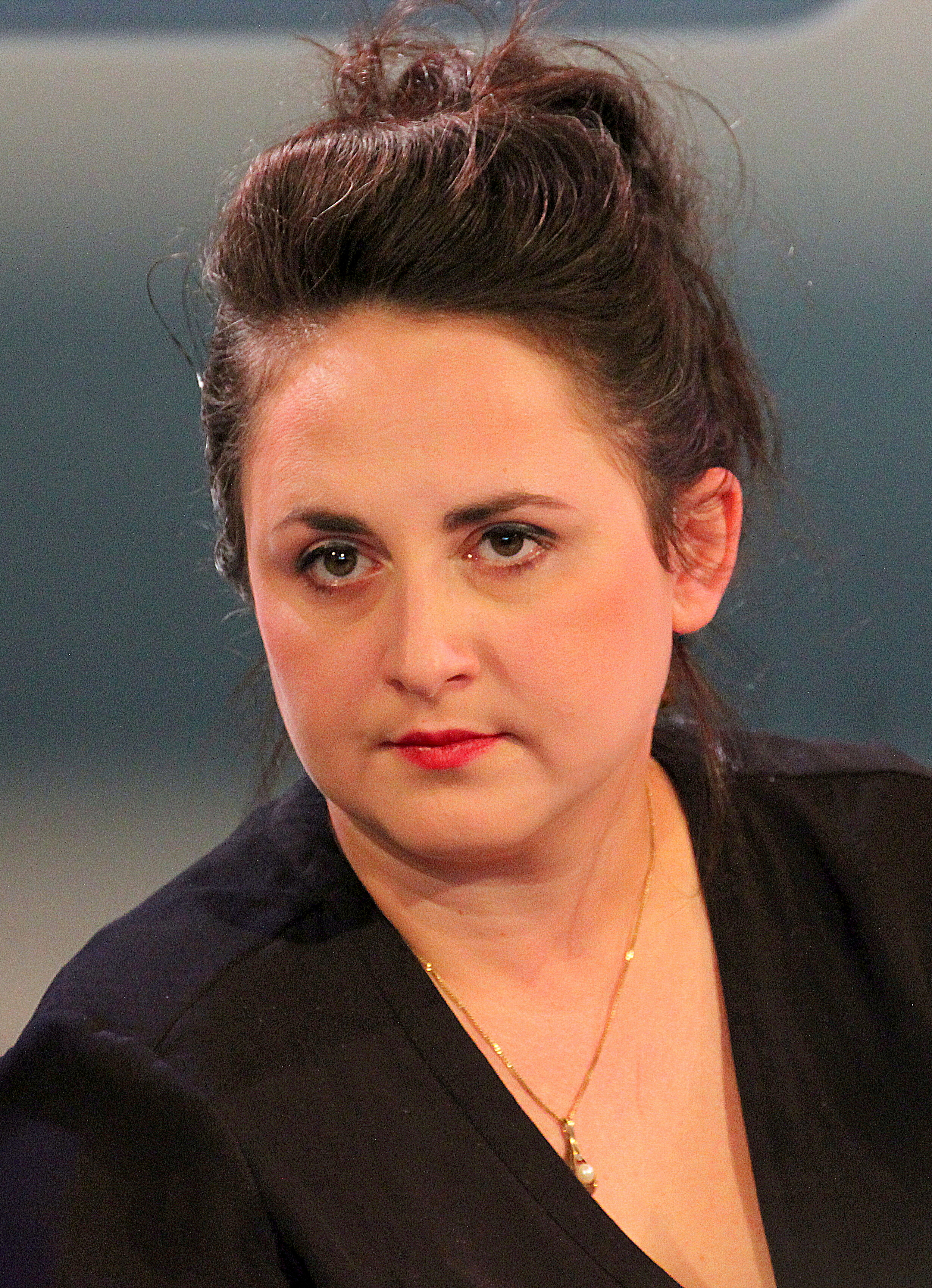
Nino Haratischwili (* 1983)

- Haratsch, Andreas (* 1963), deutscher Staatsrechtler und Hochschullehrer
- Haratscheuskich, Szjapan (* 1985), belarussischer Eishockeytorwart
- Haratyk, Mateusz (* 1998), polnischer Skilangläufer
- Haratyk, Michał (* 1992), polnischer Leichtathlet

### Harau
- Haraucourt, Edmond (1856–1941), französischer Schriftsteller

### Haraw
- Haraway, Donna (* 1944), US-amerikanische Naturwissenschaftshistorikerin, Biologin und Feminismustheoretikerin
- Harawe, Mo (* 1992), somalisch-österreichischer Filmregisseur, Drehbuchautor und Filmproduzent
- Harawira, Hone (* 1955), neuseeländischer Aktivist und Politiker
- Harawira, Titewhai (1932–2023), neuseeländische Maori-Aktivistin in Neuseeland

### Haray
- Harayama, Kairi (* 1997), japanischer Fußballspieler
- Harayama, Yuko (* 1951), japanische Wissenschaftlerin